# Orkiestra marszowa

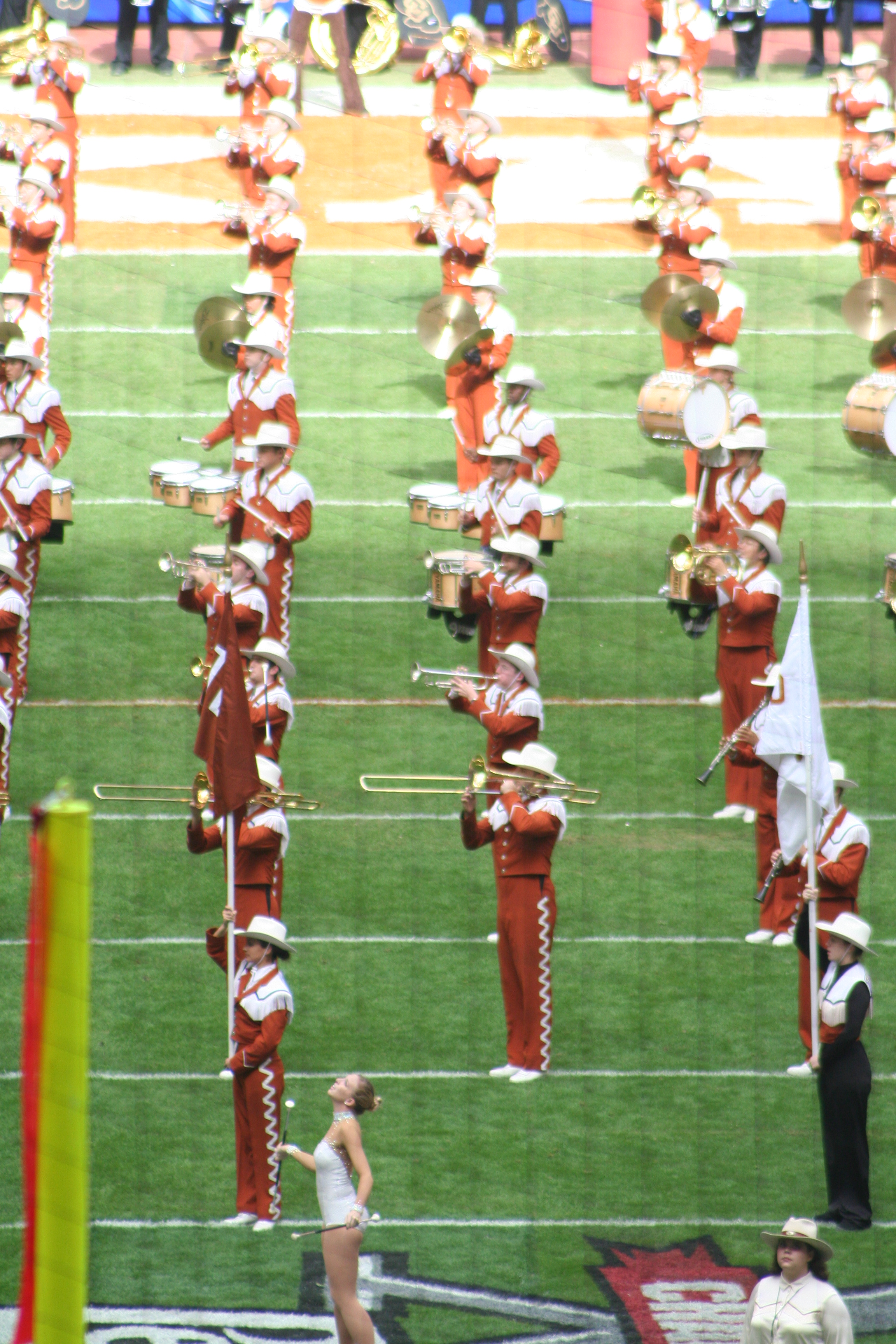
Orkiestra marszowa (The University of Texas Longhorn Band)

Orkiestra marszowa – duża grupa muzyczna grająca muzykę i jednocześnie maszerująca. Pierwotnie wywodzi się z orkiestr wojskowych, grających militarny repertuar marszowy. Współcześnie daleko odeszły od swych militarnych korzeni i stały się popularną formą amatorskiego muzykowania. Orkiestry marszowe stały się szczególnie popularne w USA, gdzie praktycznie każda szkoła, parafia, amatorska lub zawodowa drużyna sportowa, organizacja itd. mają swoje orkiestry marszowe. W Polsce popularne są orkiestry górnicze, obecnie najwięcej takich orkiestr skupiają Ochotnicze Straże Pożarne (zob. Młodzieżowa Orkiestra Dęta OSP Kaski, Orkiestra Dęta „KWK Borynia”), Młodzieżowa Orkiestra Dęta w Płońsku.
Orkiestrą dyryguje dyrygent (tamburmajor) wskazujący rytm buławą (głównie w przypadku maszerującej orkiestry) lub batutą. Puls jest realizowany przez główny bęben, który pomaga koordynować krok. Zwykle akcent, przypadający na pierwszą miarę taktu, zsynchronizowany jest z lewą nogą, druga miara taktu z prawą. W czasie, gdy orkiestra akurat nie gra, a ciągle maszeruje, gra tylko bęben tzw. kadencję (nie mylić z kadencją akordem), często rytmicznie dość skomplikowaną.

## Wyróżnia się dwa rodzaje zastosowań orkiestr marszowych
- marsz polny – zwykle uprawiany na stadionach lub błoniach, w czasie uroczystości otwarcia imprez sportowych lub innych uroczystości na wolnym powietrzu
- marsz uliczny – w czasie bardzo popularnych parad ulicznych z okazji różnorakich świąt państwowych i lokalnych wydarzeń

## Wyróżnia się dwa typy orkiestr marszowych
- Drum Corps International (DCI) – współcześnie dominująca
- High Step – tradycyjna, coraz rzadziej stosowana

Poniższa tabela podaje główne cechy obu stylów reprezentowanych przez orkiestry marszowe:
| Cecha            | DCI | High Step |
| ---------------- | --- | --- |
| Rodzaj kroku     | Krok posuwisty. Osoba stawia najpierw obcas, a następnie stopniowo cała podeszwę, aż do momentu gdy nosek buta zetknie się z podłożem, po czym następuje podniesienie obcasa i stopniowo całej stopy z oderwaniem noska przy końcu kroku. Taki krok wykonany prawidłowo powoduje praktyczny brak kołysania się ciała. Ma to znaczący wpływ na jakość dźwięku, w szczególności instrumentów dętych blaszanych. | Krok z wysoko podniesionymi nogami, przypominający militarny krok marszowy. Taki marsz powoduje znaczne kołysanie ciała i utrudnia prawidłowe zadęcie. |
| Instrumentarium  | Tylko i wyłącznie instrumenty dęte blaszane o dużej różnorodności. Rozwinięta sekcja rytmiczna podzielona na dwie części. Jedna maszeruje wraz z orkiestrą wyposażona w werble, kotły i talerze. Druga część stojąca na skraju pola wyposażona w dzwonki, gongi i kotły. | Cała gama instrumentów dętych blaszanych i drewnianych włączając w to flety i saksofony. Jako że w tego rodzaju orkiestrze wszystkie instrumenty biorą udział w marszu, tylko ich mniejsze rodzaje są wykorzystywane, w tym także specjalnej konstrukcji dzwonki noszone na szelkach. |
| Układ marszowy   | Orkiestra podąża za dyrygentem (leader), który ja prowadzi łagodnymi łukami w celu uniknięcia łamania szyku. | Użyta skomplikowana choreografia, gdzie orkiestra w marszu zwija się i rozwija oraz dzieli na podgrupy, tworząc przestrzenne formy. Choreografia szczególnie atrakcyjna widziana z wysokości trybun.                                                                                  |
| Układ wewnętrzny | Jako że instrumenty blaszane mają zdecydowanie kierunkową charakterystykę, orkiestra wybiera jedną stronę w którą następuje projekcja dźwięku. Z drugiej strony jest słabiej słyszalna. W związku z tym przemarsz zawsze następuje tak, by dobrze słyszalna strona była zwrócona w stronę widowni. | W związku z faktem, że orkiestra jest ruchliwa i zmienia swą konfigurację, żadna strona nie jest uprzywilejowana. |
| Umundurowanie    | Umundurowanie przypomina galowe mundury militarne z minionych epok historycznych: jaskrawe w barwach, ze złotymi i srebrnymi ozdobami – epoletami, łańcuszkami, broszami, pomponami itp. | Umundurowanie przypomina galowe mundury militarne z minionych epok historycznych: jaskrawe w barwach, ze złotymi i srebrnymi ozdobami – epoletami, łańcuszkami, broszami, pomponami itp.                                                                                              |
| System rang      | Podobnie jak w orkiestrze wojskowej istnieją tu nieformalne rangi związane ze stażem, wiekiem, umiejętnościami wykonawczymi oraz ważnością instrumentu. | Podobnie jak w orkiestrze wojskowej istnieją tu nieformalne rangi związane ze stażem, wiekiem, umiejętnościami wykonawczymi oraz ważnością instrumentu. |